# 이미지 뷰어

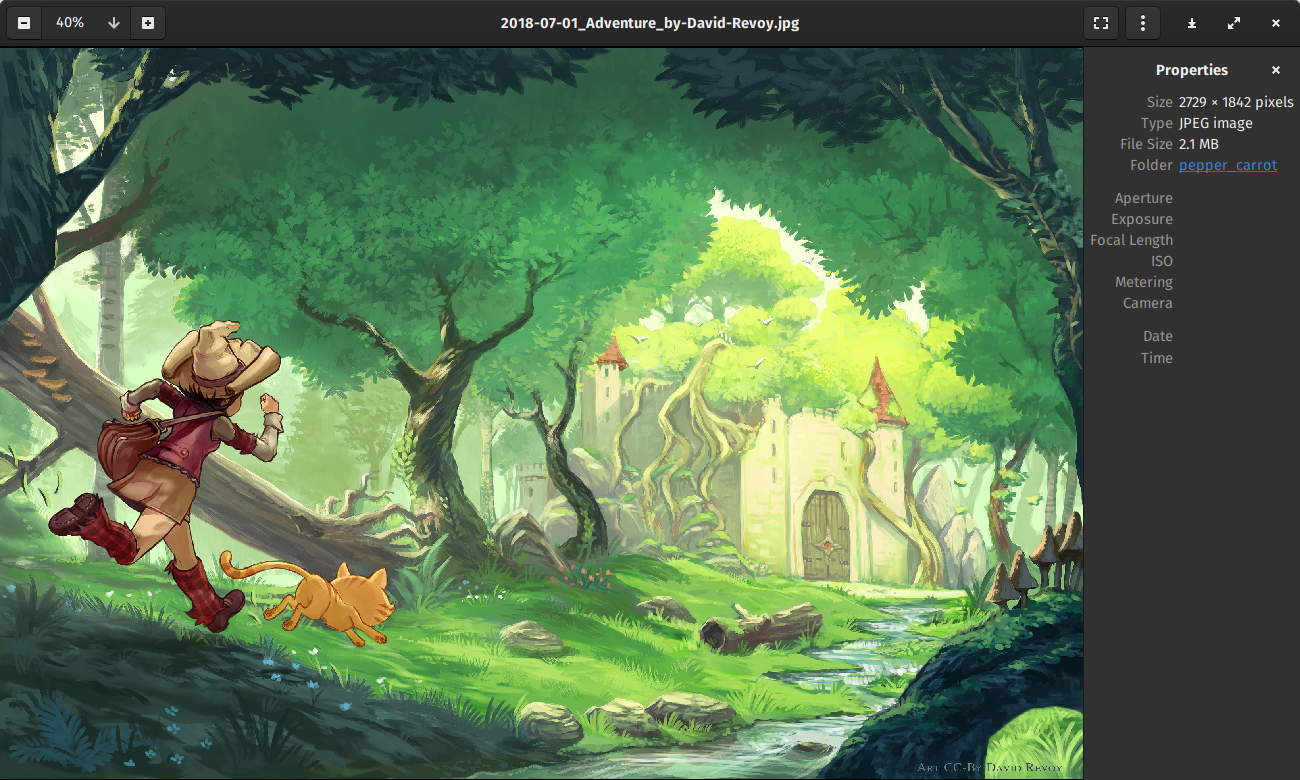

이미지 뷰어(image viewer) 또는 이미지 브라우저(image browser)는 그래픽 이미지를 볼 수 있게 해주는 컴퓨터 프로그램이다.

## 개요
이미지 뷰어는 다양한 종류의 그래픽 파일 포맷 확장자를 지원한다. 이러한 소프트웨어는 색 깊이, 해상도, 색 프로파일 등과 같은 속성에 따라 이미지를 렌더링한다.
포토샵이나 김프와 같은 고기능 래스터 그래픽 편집기 프로그램을 이미지 뷰어로 사용할 수 있지만, 단순히 이미지를 보기만 하는 데는 이러한 그래픽 편집기의 많은 편집 기능은 이미지 로딩 시간을 길게 하여 이미지만을 보는 데는 오히려 불필요하다. 따라서 대부분의 이미지 뷰어들은 이미지를 빠르게 볼 수 있도록 뷰어 기능을 강조하여 편집 기능은 거의 없는 편이다.
윈도우 운영 체제에 기본 탑재되어 있는 윈도우 포토 뷰어와 같은 이미지 뷰어는 이미지 회전시 품질 손실이 있지만, 다른 이미지 뷰어는 파일 이미지 회전시 무손실 변환 기능을 제공하기도 한다.

## 기능
이미지 뷰어의 기본 기능은 다음과 같다.
- 줌과 회전 등과 같은 기본적인 이미지 조작 기능
- 풀스크린 화면
- 슬라이드쇼
- 섬네일 화면
- 프린팅
- 스크린 캡처

## 대표적인 이미지 뷰어
- ACDSee
- IrfanView
- XnView
- 꿀뷰
- 알씨
- 이미지매직
- 퀵타임
- 피카사
- 패스트스톤

## 같이 보기
- 전자 문서
- 문서 편집기
- 웹 브라우저